# Murray Hill (Manhattan)
Murray Hill, barrio de la isla de Manhattan en Nueva York, su nombre proviene de la familia Murray, unos vendedores cuáqueros que trabajaban en el transporte marítimo. Murray Hill se encuentra situado al sureste del barrio de Midtown, cerca del río East River. Enclave residencial donde aún se pueden encontrar numerosas casas del siglo XIX intactas.

## Historia
Robert Murray (1721-1786), el cabeza de familia, nace en Pensilvania y se traslada a Nueva York en 1753 después de una corta estancia en Carolina del Norte. Se establece como vendedor en 1762 y alquila a la ciudad una casa y una granja, sobre un terreno que se estiende por la zona sobrealzada, respecto al resto de la isla, comprendida entre las avenidas Madison y Lexington, y de las calles 33 a la 39. A los Murray los gustaba recibir a otros notables de la ciudad. Se pretende que en el momento del ataque de los Británicos en Kips Bay el 15 de septiembre de 1776, después de haber hecho fracasar al ejército estadounidense el general británico sir William Howe fue invitado a tomar el té con los Murray, lo que permitió a las fuerzas rebeldes reagruparse al norte de Manhattan y ganar al día siguiente la batalla de los «Altos de Harlem».
Cuando Robert Murray murió en 1786, su hermano John pasó a ser el propietario, mientras que su hijo Lindley Murray (1745–1826) se había exiliado en Gran Bretaña como resultado de la Guerra de la Independencia. John decidió que sus propiedades serían equitativamente repartidas entre sus hijos.
En 1847, los herederos Murray que poseiann diversas fincas en el barrio, ejercieron presión a la ciudad para evitar introducir la línea de ferrocarril y su paraíso no fuese amenazado. Se llegó a un acuerdo, según el cual la municipalidad preveía la apertua de avenidas y de calles según el trazado de ángulo recto por el que se conoce ahora a Nueva York. A este acuerdo oficial se le conoce ahora como el Murray Hill Restriction, que limita las construcciones en edificios «de piedra o de ladrillo». Estaban, por ejemplo, prohibido: fraguas, cervecerias, zoos. Así, en la segunda mitad del siglo XIX, Murray Hill se convirtió en una zona muy apreciada por una clientela burguesa por su tranquilidad. El barrio comenzó a cambiar su aspecto sólo cuando empezaron a aparecer los primeros rascacielos en los años 1920. Pero una asociación continua luchando por la preservación de las casas antiguas y evitar que se construyan nuevos edificios para uso puramente comercial.

## Lugares de interés
- La Pierpont Morgan Library y su museo en el 225 de Madison Avenue a la altura de la calle 36.